# 셀마 몽고메리 행진

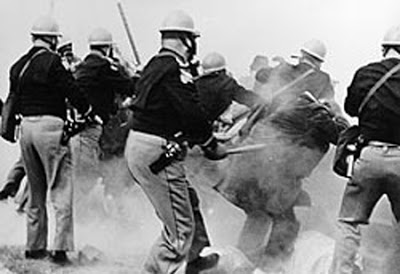
경찰이 행진대를 공격하다

셀마 몽고메리 행진은 미국 인권 운동의 1965년에 벌어진 정치적, 감정적 최고조기를 형성한 피의 일요일 (Bloody Sunday)을 포함한 세 개의 행진을 가리킨다. 3월 7일에 1차 행진, 2일 뒤인 3월 9일에 2차 행진, 2주 뒤인 3월 21일에 3번째 행진이 있었다. 수백 명의 인권 운동가들이 흑인 참정권을 요구하며, 80번 고속도로(Highway 80)를 따라 셀마에서 몽고메리까지 87km를 행진하고자 했다. "피의 일요일"이라 불리는 사건은 3월 7일에 있었던 첫 번째 행진때 일어났다. 이 행진은 미국 앨라배마주 셀마에서의 아멜리아 보인튼 로빈슨(Amelia Boynton Robinson)과 그녀의 남편이 시작한 투표권 쟁취 운동의 정점이었다. 이 부부는 마틴 루서 킹 주니어, 짐 베벨(Jim Bevel), 호시아 윌리엄스(Hosea Williams)를 비롯한 많은 저명한 미국 인권 운동가들을 셀마로 불러들였다.

## 첫 번째 행진 ("피의 일요일")

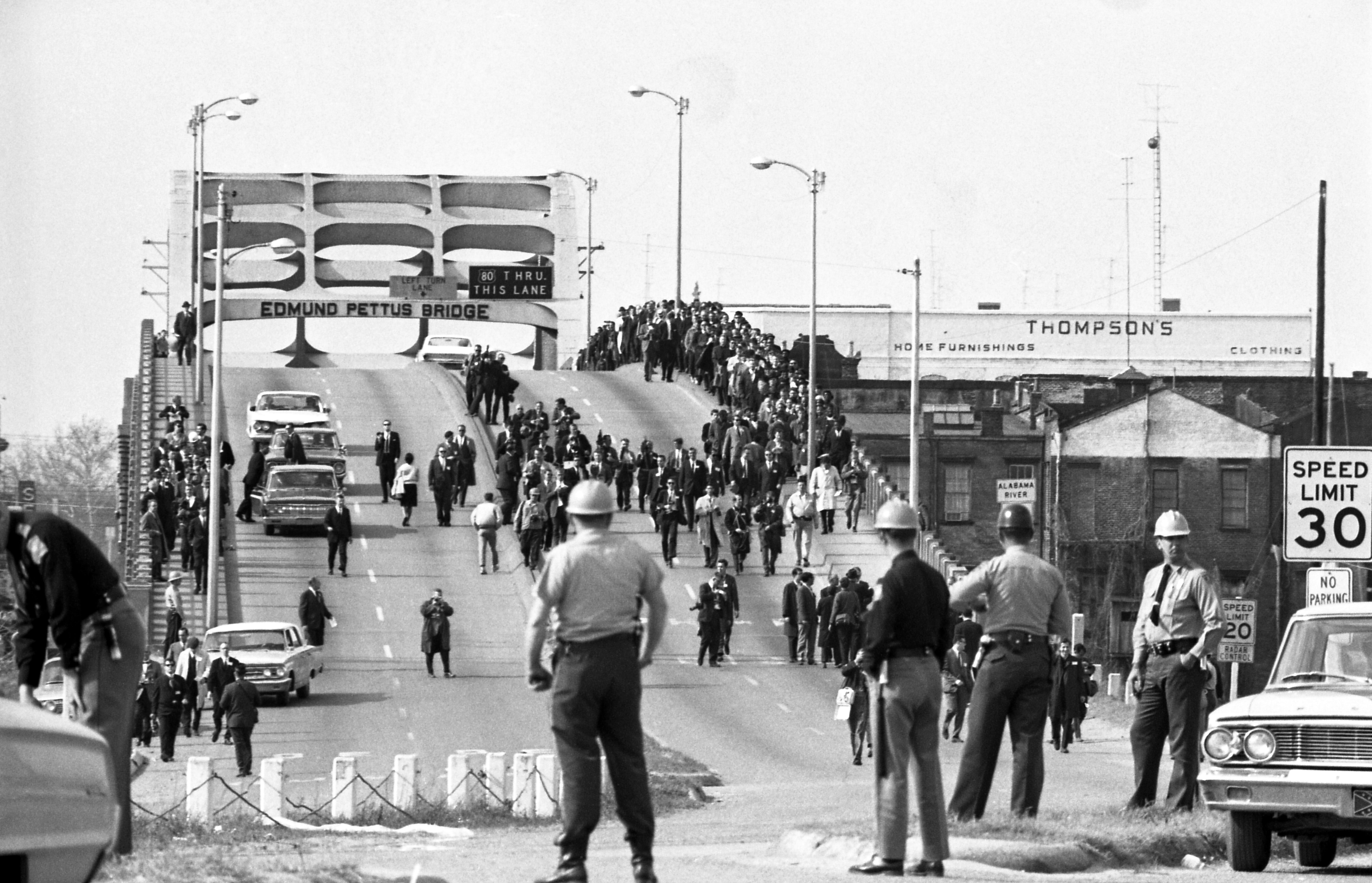
1965년 3월 7일, 경찰이 시위대를 에그몬드 피터스 다리에서 기다리고 있다.

1965년 3월 7일, 이 날 525명에서 600명 사이의 인권 행진대가 미국 80번 고속도로를 따라 셀마를 출발하여 몽고메리로 향했다. 그 당시 셀마에서는 차별과 협박으로 말미암아 셀마 인구의 대략 반수를 차지하는 흑인은 투표 권리를 보장받지 못하고 있었다. 피의 일요일로부터 3주 전인, 1965년 2월 18일, 한 경관이 인권 시위도중에 어머니를 보호하려던 지미 리 잭슨에 발포하였다. 8일 후, 그는 상처가 악화되어 셀마의 선한 사마리아인 병원(Good Samaritan Hospital)에서 사망하는 사건이 있었다. 행진대는 행진을 통해서 그들의 권리에 대한 탄압이 이루어지고 있다는 사실을 몽고메리에 위치한 주의회에 보여주기를 바랐던 것이다.
이 때, 600명의 인권 행진에 참여한 사람들이 주 경찰에 의해 몽둥이 및 최루가스 공격을 받아 실패로 돌아갔다. 이 날 행진은 2월 18일에 있었던 지미 리 잭슨 발포 사건에 대한 항의와 함께 당시 앨라배마주 주지사 조지 월리스와 면담하는 것이었다. 행진 대열도 비폭력을 지향했다. 셀마를 출발한 시위대는 80번 고속도로를 따라 몽고메리로 향했고, 행진을 주도한 짐 베벨은 비폭력을 지향했다. 이들이 몽고메리로 가기 위해서는 에그몬드 피터스 다리를 건너야 했다. 그러나 몽고메리쪽에서 백인 주립 경찰대가 곤봉 등으로 무장한 채 시위대가 몽고메리로 들어오는 것을 막고 있었다. 시위대가 접근하자 경찰은 최루가스와 곤봉으로 공격했다. 시위대가 단지 얘기를 나누고 싶었을 뿐이었던 월리스 주지사는 이들의 행진이 공공 안전을 위협한다며 비난했다.

## 두 번째 행진
두 번째 행진은 마틴 루서 킹이 주도하여 이틀 뒤인 3월 9일에 일어났다. 수많은 사람들이 킹 목사의 부름에 응하여 시위와 행진에 참가했다. 이날 참가한 시위대는 대략 2,500명 정도였다. 이날 저녁, 아프리카계 미국인 시위에 동조하여 시위에 참가한 백인들 중 제임스 리브(James Reeb)가 인종차별주의자 백인들로부터 공격을 받고 심각한 부상을 입었다. 셀마의 병원들은 리브의 치료를 거부했고, 결국 그는 3월 11일에 사망했다.

## 세 번째 행진
3월 21일 마지막인 세 번째 행진만이 앨라배마주 몽고메리까지 할 수 있었다.
1. ↑  “몽고메리와 셀마, 미국의 인권 역사의 중심지”. GoUSA.